# Morti nel 2001/Agosto
| Questa pagina contiene informazioni ricavate automaticamente dalle voci biografiche con l'ausilio del template Bio e di un bot. L'aggiornamento è periodico e automatico e ricostruisce completamente la pagina. Se manca una persona in questa lista, sei pregato di non aggiungerla, ma accertati piuttosto che la sua voce biografica contenga il template Bio e che i dati anagrafici siano correttamente compilati. Se il template Bio manca, inseriscilo tu stesso o, in alternativa, metti l'avviso {{tmp\|Bio}} che ne segnala la mancanza. Se i dati riportati sono sbagliati, correggi direttamente la voce biografica; le modifiche saranno visibili in questa lista entro pochi giorni. Per chiarimenti vedi il progetto biografie. La lista contiene solo le 127 persone che sono citate nell'enciclopedia e per le quali è stato implementato correttamente il template Bio. Pagina aggiornata al 18 ago 2025. |

- 1º agosto - Dike Eddleman, cestista e altista statunitense (n. 1922)
- 1º agosto - Korey Stringer, giocatore di football americano statunitense (n. 1974)
- 1º agosto - Heinz J. Duell, artista, pittore e illustratore tedesco (n. 1938)
- 1º agosto - Enrique Yarza, calciatore spagnolo (n. 1930)
- 2 agosto - Mario Alesini, cestista italiano (n. 1931)
- 2 agosto - Vincenzo Capelli, militare italiano (n. 1916)
- 2 agosto - Valerie Davies, nuotatrice britannica (n. 1912)
- 2 agosto - Melina Pignatelli, cantante lirica italiana (n. 1917)
- 3 agosto - Giovanni Aquilecchia, letterato italiano (n. 1923)
- 3 agosto - Christopher Hewett, attore e regista teatrale inglese (n. 1921)
- 3 agosto - Rosita Lojacono, pittrice italiana (n. 1897)
- 3 agosto - Frank Pakenham, politico e scrittore inglese (n. 1905)
- 3 agosto - Mario Perazzolo, allenatore di calcio e calciatore italiano (n. 1911)
- 4 agosto - Flavio Danieli, generale e aviatore italiano (n. 1913)
- 4 agosto - Jack Maple, poliziotto statunitense (n. 1952)
- 4 agosto - Lorenzo Music, doppiatore, sceneggiatore e attore statunitense (n. 1937)
- 5 agosto - Iskra Leonidovna Babič, regista sovietica (n. 1932)
- 5 agosto - Miloš Bojović, cestista, allenatore di pallacanestro e giornalista jugoslavo (n. 1938)
- 5 agosto - Bahne Rabe, canottiere tedesco (n. 1963)
- 5 agosto - Marcella Sabbatini, attrice italiana (n. 1914)
- 6 agosto - Larry Adler, armonicista statunitense (n. 1914)
- 6 agosto - Jorge Amado, scrittore brasiliano (n. 1912)
- 6 agosto - Vasilij Kuznecov, multiplista sovietico (n. 1932)
- 6 agosto - Wilhelm Mohnke, generale tedesco (n. 1911)
- 6 agosto - Dorothy Tutin, attrice inglese (n. 1930)
- 6 agosto - Dương Văn Minh, politico e generale vietnamita (n. 1916)
- 7 agosto - Giuseppe Francescato, linguista italiano (n. 1922)
- 7 agosto - Algirdas Lauritėnas, cestista sovietico (n. 1932)
- 8 agosto - Martin Huston, attore statunitense (n. 1941)
- 8 agosto - Robert Jacks, attore e compositore statunitense (n. 1959)
- 8 agosto - Noud van Melis, calciatore olandese (n. 1924)
- 8 agosto - Paul Vaessen, calciatore inglese (n. 1961)
- 9 agosto - Jacky Boxberger, mezzofondista e maratoneta francese (n. 1949)
- 9 agosto - Guido Mazzoni, politico italiano (n. 1912)
- 9 agosto - Albino Milani, pilota motociclistico italiano (n. 1910)
- 9 agosto - Wolfgang Müller-Lauter, filosofo tedesco (n. 1924)
- 10 agosto - Alberto Beretta, presbitero, medico e missionario italiano (n. 1916)
- 10 agosto - Lou Boudreau, giocatore di baseball, cestista e dirigente sportivo statunitense (n. 1917)
- 10 agosto - Elsa Cavelti, cantante lirica svizzera (n. 1907)
- 10 agosto - Pericle Luigi Giovannetti, fumettista e pittore svizzero (n. 1916)
- 10 agosto - Gianfranco Miglio, politologo e politico italiano (n. 1918)
- 10 agosto - Stanislav Iosifovič Rostockij, regista e sceneggiatore russo (n. 1922)
- 11 agosto - Eliahu Amiel, cestista e allenatore di pallacanestro israeliano (n. 1925)
- 11 agosto - Carlos Hank González, politico messicano (n. 1927)
- 11 agosto - Isidoro Malmierca Peoli, politico, giornalista e rivoluzionario cubano (n. 1930)
- 12 agosto - Pierre Klossowski, scrittore, traduttore e pittore francese (n. 1905)
- 12 agosto - Giuditto Miele, sindacalista e politico italiano (n. 1923)
- 13 agosto - Cesare Biglia, politico e avvocato italiano (n. 1928)
- 13 agosto - Raffaele Minicucci, dirigente d'azienda italiano (n. 1936)
- 14 agosto - Jackie 'Butch' Jenkins, attore statunitense (n. 1937)
- 14 agosto - Edith Lechtape, attrice e fotografa tedesca (n. 1921)
- 14 agosto - Vincenzo Mezzogiorno, medico e politico italiano (n. 1926)
- 14 agosto - Pavel Schmidt, canottiere cecoslovacco (n. 1930)
- 15 agosto - Yavuz Çetin, chitarrista e cantante turco (n. 1970)
- 15 agosto - Kateryna Juščenko, matematica e informatica ucraina (n. 1919)
- 15 agosto - Peter Mazur, fisico olandese (n. 1922)
- 15 agosto - Renato Panciera, velocista italiano (n. 1935)
- 15 agosto - Otto Stuppacher, pilota automobilistico austriaco (n. 1947)
- 16 agosto - Dave Barry, attore, comico e doppiatore statunitense (n. 1918)
- 16 agosto - Richard Chelimo, mezzofondista keniota (n. 1972)
- 16 agosto - Fred Glover, hockeista su ghiaccio, allenatore di hockey su ghiaccio e dirigente sportivo canadese (n. 1928)
- 16 agosto - Fulvio Longobardi, critico letterario e scrittore italiano (n. 1925)
- 16 agosto - Anna Mani, fisica e meteorologa indiana (n. 1918)
- 16 agosto - Sizwe Motaung, calciatore sudafricano (n. 1970)
- 16 agosto - Alberto Predieri, giurista, economista e dirigente d'azienda italiano (n. 1921)
- 17 agosto - Charles Stuart William Palmer, judoka e dirigente sportivo britannico (n. 1930)
- 17 agosto - Vittorio Ripamonti, attore italiano (n. 1916)
- 17 agosto - François Santoni, terrorista francese (n. 1960)
- 18 agosto - Clara Gessaga, attrice italiana (n. 1921)
- 18 agosto - Giovanni Grazzini, critico cinematografico italiano (n. 1925)
- 18 agosto - Hillel Kook, politico e attivista lituano (n. 1915)
- 19 agosto - Betty Everett, cantante statunitense (n. 1939)
- 19 agosto - Felicísimo Fajardo, cestista e allenatore di pallacanestro filippino (n. 1916)
- 19 agosto - Guiscardo Lorito, giornalista, scrittore e poeta italiano (n. 1922)
- 19 agosto - Gilberto Martinho, attore brasiliano (n. 1927)
- 19 agosto - Willy Vannitsen, ciclista su strada e pistard belga (n. 1935)
- 20 agosto - Fred Hoyle, fisico, matematico e astronomo britannico (n. 1915)
- 20 agosto - Giuseppe Miroglio, politico italiano (n. 1925)
- 20 agosto - Walter Reed, attore statunitense (n. 1916)
- 20 agosto - Kim Stanley, attrice statunitense (n. 1925)
- 21 agosto - Dick Faszholz, cestista statunitense (n. 1925)
- 21 agosto - Juan Antonio Villacañas, poeta, saggista e critico letterario spagnolo (n. 1922)
- 22 agosto - John Anderson, calciatore scozzese (n. 1929)
- 22 agosto - Tat'jana Averina, pattinatrice di velocità su ghiaccio sovietica (n. 1950)
- 22 agosto - Mauro Bicicli, calciatore e allenatore di calcio italiano (n. 1935)
- 22 agosto - Bernard Heuvelmans, zoologo belga (n. 1916)
- 22 agosto - Bobby Johnstone, calciatore scozzese (n. 1929)
- 22 agosto - Woody Pitzer, cestista e allenatore di pallacanestro statunitense (n. 1910)
- 22 agosto - Jean Séphériades, canottiere francese (n. 1922)
- 22 agosto - Luís Carlos Vinhas, pianista e compositore brasiliano (n. 1940)
- 23 agosto - Kathleen Freeman, attrice statunitense (n. 1919)
- 23 agosto - Herbert Haag, teologo e presbitero svizzero (n. 1915)
- 23 agosto - Spiro Koleka, politico albanese (n. 1908)
- 23 agosto - Peter Maas, giornalista e scrittore statunitense (n. 1929)
- 23 agosto - Calogero Traina, politico italiano (n. 1919)
- 24 agosto - Adriano De Zan, giornalista, telecronista sportivo e conduttore televisivo italiano (n. 1932)
- 24 agosto - Jane Greer, attrice statunitense (n. 1924)
- 24 agosto - Milan Kadlec, pentatleta cecoslovacco (n. 1958)
- 25 agosto - Ronaldo Campos, musicista e ballerino peruviano (n. 1927)
- 25 agosto - John Chambers, truccatore statunitense (n. 1922)
- 25 agosto - Diana Golden, sciatrice alpina statunitense (n. 1963)
- 25 agosto - Aaliyah, cantante, ballerina e attrice statunitense (n. 1979)
- 25 agosto - Philippe Léotard, attore, cantante e poeta francese (n. 1940)
- 25 agosto - Germano Maccari, brigatista italiano (n. 1953)
- 25 agosto - Ginzō Matsuo, doppiatore giapponese (n. 1951)
- 25 agosto - Ken Tyrrell, pilota automobilistico britannico (n. 1924)
- 26 agosto - Marita Petersen, politica faroese (n. 1940)
- 26 agosto - Remo Salati, politico italiano (n. 1921)
- 26 agosto - Antonio Taglioni, regista teatrale e direttore artistico italiano (n. 1939)
- 27 agosto - Abu Ali Mustafa, politico palestinese (n. 1938)
- 27 agosto - Luigi Beretta Anguissola, dirigente pubblico italiano (n. 1915)
- 27 agosto - Franco Castellazzi, politico italiano (n. 1941)
- 27 agosto - Luciano Lualdi, cantante italiano (n. 1934)
- 27 agosto - Karl Ulrich Schnabel, pianista e docente austriaco (n. 1909)
- 28 agosto - Käthe Grasegger, sciatrice alpina tedesca (n. 1917)
- 28 agosto - Juan Muñoz, scultore spagnolo (n. 1953)
- 28 agosto - Serhij Perchun, calciatore ucraino (n. 1977)
- 28 agosto - Ernst Stettler, ciclista su strada svizzero (n. 1921)
- 29 agosto - Juan Garizurieta, calciatore spagnolo (n. 1908)
- 29 agosto - Gösta Glase, fotografo svedese (n. 1920)
- 29 agosto - Victor Jörgensen, pugile danese (n. 1924)
- 29 agosto - Francisco Rabal, attore e regista spagnolo (n. 1926)
- 30 agosto - Juan Acuña, calciatore spagnolo (n. 1923)
- 30 agosto - Sandro Angelini, architetto, illustratore e incisore italiano (n. 1915)
- 30 agosto - Julie Bishop, attrice statunitense (n. 1914)
- 31 agosto - Julio Antonio Elícegui, calciatore spagnolo (n. 1910)
- 31 agosto - Claude Marin, fumettista francese (n. 1931)